# Kanton Morne-à-l'Eau-1
Kanton Morne-à-l'Eau-1 was een kanton van het Franse departement Guadeloupe. Kanton Morne-à-l'Eau-1 maakte deel uit van het arrondissement Pointe-à-Pitre en telde 9.846 inwoners (2007).
In 2015 werden de kantons Morne-à-l'Eau-1 en Morne-à-l'Eau-2 samengevoegd tot kanton Morne-à-l'Eau.

## Gemeenten
Het kanton Morne-à-l'Eau-1 omvatte de volgende gemeente:
- Morne-à-l'Eau (deels)